# برده‌داری در ژاپن
برده‌داری در ژاپن ژاپن یک سیستم برده رسمی از دوره یاماتو (قرن سوم میلادی) تا زمان رژیم تویوتومی داشت که تویوتومی هیده‌یوشی آن را در سال ۱۵۹۰ لغو کرد.

## برده‌داری اولیه در ژاپن
صادرات برده از ژاپن در سوابق تاریخی چین در قرن ۳ میلادی ثبت شده است، اما مشخص نیست که چه سیستمی در کار بوده است یا اینکه آیا این یک روش معمول در آن زمان بوده است. این بردگان seikō (生 口 «دهان زنده») نامیده می‌شدند.
در قرن ۸، برده‌ها «نوهِی» (奴婢) نامیده می‌شدند و قوانینی تحت کدهای حقوقی در دوره‌های نارا و هی‌آن، به نام سیستم ریتسوریو (its 制)، صادر می‌شد. این برده‌ها در مزارع و در خانه‌ها کار می‌کردند. اطلاعات مربوط به جمعیت برده‌ها سؤال برانگیز است، اما تخمین زده می‌شود که نسبت برده‌ها در حدود ۵٪ از جمعیت باشد.
برده‌داری در دوره سنگوکو (۱۴۶۷–۱۶۱۵) ادامه داشت، اما به نظر می‌رسد که تجدید نظر در مورد برده‌داری در میان نخبگان گسترش یافته بود. در سال ۱۵۹۰، برده‌داری به‌طور رسمی تحت تویوتومی هیده‌یوشی ممنوع شد. اما اشکالی از آن مانند قرارداد و کار اجباری در کنار کار اجباری به عنوان مجازات همچنان ادامه داشت. بعد، قوانین جزایی دوره ادو برای خانوادهٔ نزدیک مجرمان اعدام شده «کار غیر رایگان» در ماده ۱۷ قانون «گوتوکه ریجو» (قوانین خاندان توکوگاوا) مقرر کرد، اما این عمل هرگز معمول نشد. مجموعه ۱۷۱۱ قانون «گوتوکه ریجو» از بیش از ۶۰۰ اساسنامه‌ای که بین سالهای ۱۵۹۷ و ۱۶۹۶ اعلام شده است، تهیه شده است.

## تجارت بردگان ژاپنی توسط پرتغالی‌ها
پس از اولین تماس پرتغالی‌ها با ژاپن در سال ۱۵۴۳، تجارت برده در مقیاس وسیع توسط آن‌ها انجام می‌شد که در آن پرتغالی‌ها ژاپنی‌ها را به عنوان برده خریداری کرده و آن‌ها را در سراسر قرن شانزدهم و هفدهم در مکان‌های مختلف در خارج از کشور، از جمله پرتغال به فروش می‌رساندند.
در بسیاری از اسناد از تجارت وسیع برده و همچنین تظاهرات علیه بردگی در ژاپن ذکر شده است. پرتغالی‌ها تعداد زیادی از دختران برده ژاپنی را خریداری و برای اهداف جنسی به پرتغال می‌فرستادند، پادشاه سباستین (زمان حکمرانی ۱۵۵۷ – ۱۵۷۸) واهمه از آن داشتن که تجارت برده که به‌طور وسیعی در حال رشد بود، اثر منفی بر روی تبلیغ کاتولیک در ژاپن برجا بگذارد، به همین علت در سال ۱۵۷۱ فرمان داد تا تجارت برده توسط پرتغالی‌ها در ژاپن ممنوع شود. اما این دستور نتوانست تجارت برده در ژاپن توسط پرتغالی‌ها را ریشه‌کن کند.
در یک سند در سال ۱۵۹۸ که توسط لوئیس سرکوئیرا از اعضای انجمن عیسی برجا مانده، زنان برده ژاپنی حتی به عنوان رفیقه به خدمه سیاه آفریقایی که همراه با همتایان اروپایی خود در کشتی پرتغالی تجاری در ژاپن خدمت می‌کردند، فروخته می‌شدند.
تویوتومی هیده‌یوشی از اینکه مردم ژاپن در کیوشو به بردگی فروخته می‌شدند به خشم آمده و در ۲۴ ژوئیه ۱۵۸۷ نامه‌ای به مبلغ مسیحی گاسپار کوئلیو از اعضای انجمن عیسی نوشت و خواستار توقف خرید و فروش ژاپنی‌ها به عنوان برده توسط پرتغالی‌ها، سیامی‌ها و کامبوجیان شد وی همچنین بازگرداندن بردگان ژاپنی که پیش از این خریداری شده و به نواحی دورتر از هند فرستاده شده بودند، را خواستار شد. تویوتومی پرتغالی‌ها و یسوعیان را برای این تجارت برده سرزنش کرده و تبلیغ مسیحیت را به عنوان یک نتیجه ممنوع اعلام کرد.
فیلیپو ساسیتی گردشگر و زبانشناس ایتالیایی نوشته است در ۱۵۷۸ برخی از بردگان چینی و ژاپنی را در لیسبون در میان جامعه بزرگ بردگان این شهر دیدم، اگر چه اکثر بردگان سیاه‌پوست بودند.
پرتغالی‌ها ارزش بیشتری برای بردگان آسیایی مانند چینی و ژاپنی نسبت به بردگان کشورهای جنوب صحرای آفریقا قائل بودند و به دلیل باهوشی این گروه بیشتر از بردگان دیگر محبوب پرتغالی‌ها واقع می‌شدند.
مورخان خاطرنشان کردند که در همان زمان که هیده‌یوشی خشم خود را از تجارت پرتغالی‌ها با بردگان ژاپنی ابراز می‌داشت، وی خود به تجارت انبوه بردگان اسرای جنگی کره‌ای در ژاپن مشغول بود. در طی تهاجم هیده‌یوشی به کره (۱۵۹۸–۱۵۹۲) ده‌ها هزار نفر از کره‌ای توسط ژاپن به اسارت گرفته شدند. پرتغالی‌ها همچنین برخی از این بردگان کره‌ای را خریداری کرده و به پرتغال فرستادند.